# Liam Cosgrave
Liam Cosgrave (Templeogue, 1920. április 13. – Dublin, 2017. október 4.) ír politikus, miniszterelnök (1973–1977). William Thomas Cosgrave politikus fia.

## Élete
1954 és 1957 között külügyminiszter volt. 1965 és 1977 között a Fine Gael párt vezetője volt. 1973 és 1977 között Írország miniszterelnökeként tevékenykedett.